# Pueblo Italiano
Pueblo Italiano è una città dell'Argentina nella provincia di Córdoba nel dipartimento di Unión. Situata nella parte meridionale della provincia, 370 km della capitale provinciale, conta circa 1 654 abitanti (2010).
La principale attività economica della città è l'agricoltura e l'allevamento. Dal 1990 la coltura principale, che ha soppiantato il grano, sono il mais e la soia transgenica.

## Storia
Fu fondata 1895 da emigrati italiani.

## Popolazione
Secondo il censimento del 2010, ha 1 654 abitanti (Indec , 2010), che rappresenta un aumento del 12% rispetto ai 1 470 abitanti (Indec , 2001) del censimento precedente. Il centro urbano della città è composto da 64 isolati.